# 安德县 (福建)
安德县，中国旧县名。闽东革命根据地设。
1934年10月7日，控制该地的中共福安中心县委将福建省福安县、寧德縣两县边区析置安德县，成立安德县苏维埃政府。其名自福安、宁德各取一字。治福安湄洋龙井（今福安市甘棠镇湄洋村）。下辖8个区苏维埃政府。1935年2月，被国民政府消灭。